# Фитна (фильм)
«Фитна» (нидерл. Fitna, араб. فِتْنَة‎; Нидерланды, 2008) — короткометражный фильм нидерландского политика Герта Вилдерса, посвящённый критике ислама.
Фильм был размещён в Интернете (на портале LiveLeak) 27 марта 2008 года на нидерландском и английском языках. На следующий день фильм был удалён со всех серверов LiveLeak из-за угрозы расправы с работниками портала. 30 марта фильм опять появился на LiveLeak, но был сразу же удалён по просьбе Вилдерса. Вилдерс обещает, что фильм скоро появится во второй редакции, где не будет карикатур датской газеты Jyllands-Posten.
Автор охарактеризовал свой фильм следующим образом:
«Фитна» — последнее предупреждение Западу. Битва за свободу только началась.

## Сюжет
Фильм построен следующим образом: приводится фрагмент одной из сур Корана, затем даётся иллюстрация того, как эта сура «воплощается в жизнь» исламскими государствами и организациями.
Следующие фрагменты сур используются в фильме:
| Сура | Название                 | Аят |
| ---- | ------------------------ | --- |
| 8    | Сура Трофеи (Аль-Анфаль) | 60  |
| 4    | Сура Женщины (Ан-Ниса)   | 56  |
| 47   | Сура Мухаммад (Мухаммад) | 4   |
| 4    | Сура Женщины (Ан-Ниса)   | 89  |
| 8    | Сура Трофеи (Аль-Анфаль) | 39  |

## Общественный резонанс
В ответ на массовое недовольство граждан администратор национального домена Network Solutions закрыл сайт fitnathemovie.com, на котором можно было посмотреть, скачать и обсудить фильм.
С критикой фильма выступили генеральный секретарь ООН Пан Ги Мун, премьер-министр Нидерландов Ян Петер Балкененде, официальные представители ОИК, Словении, ОАЭ, Пакистана, Индонезии, Бангладеш и Ирана.
Руководитель пресс-службы Московской Патриархии иерей Владимир Вигилянский подверг критике фильм «Фитна», предупредив о том, что фильм может вызвать цепную реакцию из необдуманных поступков мусульман.
Французский Президент Николя Саркози официально заявил, что Франция должна обеспечить любую необходимую поддержку Нидерландам в предотвращении любого возможного насилия со стороны радикальных мусульман из-за показа «Фитны».
В своём интервью голландской газете Dutch Volkskrant датский карикатурист Курт Вестергор (Kurt Westergaard), чьи карикатуры на пророка Мухаммеда в 2006 году привели к массовым акциям протеста мусульман по всему миру, призвал Герта Вилдерса показать снятый им антиисламский фильм. Однако впоследствии он выразил намерение подать в суд на Вилдерса. Датчанин обвиняет нидерландского политика в незаконном использовании карикатур при съёмках фильма.

### Критика со стороны мусульман
В феврале 2008 года Пакистан на несколько дней ограничил доступ к сервису YouTube за размещение трейлера фильма. Google принял протесты Пакистана, и материал был удалён с сайта.
В апреле 2008 года в интернете было опубликовано 10-минутное видео — «ответ на фильм „Фитна“, сделанный ненавидящим крестоносцем Вилдерсом». Христиан и иудеев в этом фильме объявляют «террористами», одним из главных врагов ислама называют папу римского Бенедикта XVI. В конце мая в Иране выпущен фильм «По ту сторону Фитны». Фильм, по словам пресс-секретаря НПО «Ислам и христианство» Мухаммада Карими, снимался под контролем многочисленных богословов и профессиональных режиссёров-документалистов. «Этот фильм об уважении ко всем монотеистическим религиям является реакцией на антиисламскую пропаганду западных экстремистов».
С того момента, как было объявлено о выходе фильма, некоторые немусульманские организации, правительства и частные лица осудили Вилдерса. Было заявлено, что ислам не имеет ничего общего с жестокостью и терроризмом и что мусульмане — сами жертвы терроризма, так же как и другие.
Среди тех, кто осудил деятельность Вилдерса, был премьер-министр Нидерландов, который выступил с критикой этого фильма, Секретарь Организации Объединённых Наций, Евросоюз. Некоторые другие политики, лидеры и страны также выразили крайнюю обеспокоенность и возмущение.
«Первый, кто должен будет взять на себя ответственность за последствия, — это сам господин Вилдерс. Я не призываю его к каким-либо действиям, но полагаю, что он должен разобраться со своей совестью и понять, в чём заключается его ответственность», — сказал премьер-министр Нидерландов Балкененде.
Европейский Парламент осудил этот фильм, и председатель Европарламента Пёттеринг выступил с резкой критикой в адрес Вилдерса, сказав: «Содержание этого фильма придумано, и цель его — затронуть религиозные чувства мусульман Нидерландов, Европы и всего мира. От лица Европейского Парламента я категорически отказываюсь принимать посыл этого фильма, состоящий в том, будто ислам — жестокая религия», таким образом полностью подтверждая заявление голландского правительства, которое осудило фильм «Фитна». Кроме того, Европейский Союз выпустил обращение, в котором пятнадцатиминутный фильм назван враждебным и оскорбляющим ислам, а также распространяющим ненависть.

## Цитаты

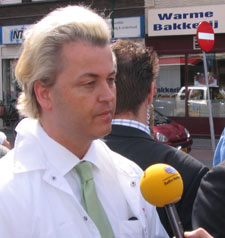
Герт Вилдерс

«Я не верю в умеренный ислам. Может быть, он и станет умеренным, но это произойдёт через несколько тысяч лет. А мы не можем столько ждать — на наших часах, как говорят в Голландии, уже без пяти двенадцать! Мой фильм рассказывает о том, что в Коране есть тексты, призывающие людей совершать самые страшные деяния».— NEWSru.ua, 29 марта 2008

### Фильм
- Фитна на английском с русскими субтитрами
- Фитна на английском с русскими субтитрами на youtube.com (1 часть)
- Фитна на английском с русскими субтитрами на youtube.com (2 часть)
- Фитна на английском языке на liveleak.com

### Критика фильма
- Сергей Худиев. Европе нужны благовестники, а не скандалисты — битая ссылка.
- Альфия Мухтарова. Война Вилдерса с Исламом обернулась дешёвым видеороликом
- Аргументированная критика фильма Фитна.

### Поддержка фильма
- Суд не обнаружил призывов к насилию в фильме «Фитна» (www.newsru.com)
- Антиисламский фильм «Фитна» снова в Интернете (www.mk.ru)